# Astyanax dolinae
Astyanax dolinae es una especie de pez de agua dulce del género Astyanax, cuyos integrantes son denominados comúnmente mojarras o lambaríes. Habita en ambientes acuáticos tropicales del centro de Sudamérica.   

## Taxonomía
Descripción original
Esta especie fue descrita originalmente en el año 2017 por los ictiólogos Weferson Junio da Graça, Carlos Alexandre Miranda Oliveira, Flávio César Thadeo de Lima, Hugmar Pains da Silva e Izaias Médice Fernandes.
Localidad tipo
La localidad tipo referida es: “Dolina Agua Milagrosa (en las coordenadas: 16°02′34″S 57°31′40″O / -16.04278, -57.52778) perteneciente a la cuenca del río Paraguay, municipio de Cáceres, estado de Mato Grosso, Brasil”.
Holotipo
El ejemplar holotipo designado es el catalogado como: MCP 49961; se trata de un espécimen hembra adulta la cual midió 76,6 mm de longitud estándar. Fue capturada por Hugmar Pains da Silva y Wilkinson Lopes Lázaro el 20 de diciembre de 2012. Se encuentra depositada en la colección de ictiología del museo de Ciencias y Tecnología de la Pontificia Universidad Católica (MCP), ubicada en la ciudad de Porto Alegre, Río Grande del Sur.
Etimología
Etimológicamente, el nombre genérico Astyanax proviene de Astianacte, un personaje de la mitología griega que estuvo involucrado en la guerra de Troya; era hijo de Héctor y de Andrómaca, y nieto de Príamo, rey de Troya.
El epíteto específico dolinae es un adjetivo topónimo que hace referencia a la localidad tipo de este pez, la dolina Agua Milagrosa.
Caracterización y relaciones filogenéticas
No es posible asignar con seguridad a Astyanax dolinae a ninguno de los complejos de especies postulados para el género Astyanax.
Puede distinguirse de sus congéneres por rasgos morfométricos y merísticos, además de exhibir en vida una coloración corporal intensamente amarillenta, siendo generalmente en otras especies de Astyanax plateada, rojiza o ligeramente amarilla.

## Distribución y hábitat
Astyanax dolinae se distribuye en el estado de Mato Grosso, en el centro de Brasil. Es endémica de la dolina Agua Milagrosa, que se localiza en proximidades de una pequeña colina carbonatada situada al este de la ciudad de Cáceres, entre las crestas de Bebedouro y Morro Grande. Este pequeño lago no posee ningún contacto superficial con los cursos fluviales circundantes, los que son afluentes del río Paraguay, el cual pertenece a la cuenca del río Paraná, integrante a su vez de la cuenca del Plata; dicha hoya hidrográfica vuelca sus aguas en el océano Atlántico Sudoccidental por intermedio del Río de la Plata. 
Ecorregionalmente este pez constituye un endemismo de la ecorregión de agua dulce Paraguay.

## Hábitat y hábitos
Esta dolina se encuentra rodeada por vegetación de sabana adscrita al cerrado. 
Es alimentada por aguas subterráneas y por escorrentía en superficie, solo durante las lluvias. 
Durante la temporada seca el nivel del agua desciende 20 metros; en esta época el color del agua es azul, mientras que en la época lluviosa es verde, gracias a la cantidad de materia orgánica que ingresa por escorrentía superficial, el mayor nivel del agua que repercute sobre la incidencia de la luz, etc. 
Su profundidad máxima es aún desconocida; buceadores han alcanzado hasta 183 m de profundidad sin lograr ver el fondo.
Sus aguas mantienen una temperatura estable, que ronda los de 27,5 °C; con una concentración relativamente alta de oxígeno disuelto (con promedio de 8,0 mg/L); una transparencia medida con disco Secchi de 2,4 m (durante la temporada de lluvias); el pH es alcalino (media de 7,8) y la conductividad específica es elevada, con valores promedios de 461 μS/cm.
Esta especie habita en áreas poco profundas de la zona litoral del espejo de agua y cerca de la superficie. Los individuos pequeños se alimentan de algas, insectos y materia vegetal alóctona. Los individuos más grandes son caníbales de los individuos más pequeños de su propia especie.
Los autores de la especie plantearon la hipótesis de que la distribución tan localizada de este pez es relictual respecto a una más amplia que habría tenido en biotopos superficiales en el pasado, quedando esta población aislada como consecuencia de un colapso de una cueva kárstica, extinguiéndose posteriormente las poblaciones de la superficie.
Si bien la distribución de Astyanax dolinae se limita a ese biotopo, allí es extremadamente abundante. Comparte este particular ambiente con una única especie de pez: el bagre Rhamdia aff. quelen, el cual es muy escaso allí.

## Conservación
Los autores recomendaron que, según los lineamientos para discernir el estatus de conservación de los taxones —los que fueron estipulados por la organización internacional dedicada a la conservación de los recursos naturales Unión Internacional para la Conservación de la Naturaleza (IUCN)—, en la obra Lista Roja de Especies Amenazadas Astyanax dolinae sea clasificada como una especie en “Casi amenazada” (NT).